# Dracula woolwardiae
Dracula woolwardiae är en orkidéart som först beskrevs av Friedrich Carl Lehmann och Friedrich Fritz Wilhelm Ludwig Kraenzlin, och fick sitt nu gällande namn av Carlyle August Luer. Dracula woolwardiae ingår i släktet Dracula och familjen orkidéer.
Artens utbredningsområde är Ecuador. Inga underarter finns listade i Catalogue of Life.